# Microsoft Lumia

Il logo della serie Microsoft Lumia

Microsoft Lumia (precedentemente Nokia Lumia) è stata una gamma di smartphone, phablet e tablet PC sviluppati e prodotti inizialmente da Nokia in partenariato con Microsoft; fu presentata il 26 ottobre 2011, insieme alla serie Nokia Asha. Il nome Lumia deriva dal partitivo plurale della parola lumi, che significa "neve" in lingua finlandese. Dopo l'acquisto di Nokia da parte di Microsoft la gamma fu rinominata Microsoft Lumia e gli smartphone erano prodotti da Microsoft Mobile. La produzione è cessata nel 2016.

## Smartphone

### Windows Phone 7
| Modello                                 | Processore               | Schermo                         | Distribuito  | Rete | Fotocamera | Fotocamera | Batteria                  | RAM    |
| Modello                                 | Processore               | Schermo                         | Distribuito  | Rete | Principale | Frontale   | Batteria                  | RAM    |
| --------------------------------------- | ------------------------ | ------------------------------- | ------------ | ---- | ---------- | ---------- | ------------------------- | ------ |
| Nokia Lumia 505 (non venduto in Italia) | Snapdragon S1 da 800 MHz | 3,7", 800 × 480 pixel (252 ppi) | gennaio 2013 | 3G   | 8 MP       | assente    | 1300 mAh (rimovibile)     | 256 MB |
| Nokia Lumia 510                         | Snapdragon S2 da 800 MHz | 4", 800 × 480 pixel (233 ppi)   | 2012 T4      | 3G   | 5 MP       | assente    | 1300 mAh (rimovibile)     | 256 MB |
| Nokia Lumia 610                         | Snapdragon S2 da 800 MHz | 3,7", 800 × 480 pixel (252 ppi) | 2012 T2      | 3G   | 5 MP       | assente    | 1300 mAh (rimovibile)     | 256 MB |
| Nokia Lumia 710                         | Snapdragon S2 da 1,4 GHz | 3,7", 800 × 480 pixel (252 ppi) | 2011 T4      | 3G   | 5 MP       | assente    | 1300 mAh (rimovibile)     | 512 MB |
| Nokia Lumia 800                         | Snapdragon S2 da 1,4 GHz | 3,7", 800 × 480 pixel (252 ppi) | 2011 T4      | 3G   | 8 MP       | assente    | 1450 mAh (non rimovibile) | 512 MB |
| Nokia Lumia 900                         | Snapdragon S2 da 1,4 GHz | 4,3", 800 × 480 pixel (217 ppi) | 2012 T2      | 3G   | 8 MP       | 1 MP       | 1830 mAh (non rimovibile) | 512 MB |

### Windows Phone 8 e 8.1
| Modello                                                           | Processore                              | Schermo                          | Distribuito   | Rete | Fotocamera    | Fotocamera                 | Batteria                  | RAM    |
| Modello                                                           | Processore                              | Schermo                          | Distribuito   | Rete | Principale    | Frontale                   | Batteria                  | RAM    |
| ----------------------------------------------------------------- | --------------------------------------- | -------------------------------- | ------------- | ---- | ------------- | -------------------------- | ------------------------- | ------ |
| Microsoft Lumia 435                                               | Snapdragon 200 da 1,2 GHz dual core     | 4", 800 × 480 pixel (233 ppi)    | 2015 T1       | 3G   | 2.0 MP        | 0,3 MP                     | 1560 mAh (rimovibile)     | 1 GB   |
| Nokia Lumia 520                                                   | Snapdragon S4 da 1 GHz dual core        | 4", 800 × 480 pixel (233 ppi)    | 2013 T2       | 3G   | 5 MP          | assente                    | 1430 mAh (rimovibile)     | 512 MB |
| Nokia Lumia 521 (non venduto in Italia)                           | Snapdragon S4 da 1 GHz dual core        | 4", 800 × 480 pixel (233 ppi)    | febbraio 2013 | 3G   | 5 MP          | assente                    | 1430 mAh (rimovibile)     | 512 MB |
| Nokia Lumia 525                                                   | Snapdragon S4 da 1 GHz dual core        | 4", 800 × 480 pixel (233 ppi)    | 2013 T4       | 3G   | 5 MP          | assente                    | 1430 mAh (rimovibile)     | 1 GB   |
| Nokia Lumia 526 (non venduto in Italia)                           | Snapdragon S4 1GHz dual core            | 4", 800 × 480 pixel (233 ppi)    | 2013 T4       | 3G   | 5 MP          | assente                    | 1430 mAh (rimovibile)     | 1 GB   |
| Nokia Lumia 530 (disponibile anche Dual Sim)                      | Snapdragon 200 da 1,2 GHz quad core     | 4", 854 × 480 pixel (245 ppi)    | 2014 T2       | 3G   | 5 MP          | assente                    | 1430 mAh (rimovibile)     | 512 MB |
| Microsoft Lumia 532                                               | Snapdragon 200 da 1,2 GHz quad core     | 4", 800 × 480 pixel (233 ppi)    | 2015 T1       | 3G   | 5 MP          | 0,3 MP                     | 1560 mAh (rimovibile)     | 1 GB   |
| Microsoft Lumia 535                                               | Snapdragon 200 da 1,2 GHz quad core     | 5", 960 × 540 pixel (220 ppi)    | 2014 Q3       | 3G   | 5 MP          | 5 MP                       | 1905 mAh (rimovibile)     | 1 GB   |
| Microsoft Lumia 540                                               | Snapdragon 200 da 1,2 GHz quad core     | 5", 1280 × 720 pixel (294 ppi)   | 2015 T2       | 3G   | 8 MP          | 5 MP con grandangolo       | 2220 mAh (rimovibile)     | 1 GB   |
| Nokia Lumia 620                                                   | Snapdragon S4 da 1 GHz dual core        | 3,8", 800 × 480 pixel (246 ppi)  | 2013 T1       | 3G   | 5 MP          | 0,3 MP                     | 1300 mAh (rimovibile)     | 512 MB |
| Nokia Lumia 625                                                   | Snapdragon S4 da 1,2 GHz dual core      | 4,7", 800 × 480 pixel (201 ppi)  | 2013 T2       | 4G   | 5 MP          | 0,3 MP                     | 2000 mAh (non rimovibile) | 512 MB |
| Nokia Lumia 630 (disponibile anche Dual Sim)                      | Snapdragon 400 da 1,2 GHz quad core     | 4,5", 854 × 480 pixel (218 ppi)  | 2014 T2       | 3G   | 5 MP          | assente                    | 1830 mAh (rimovibile)     | 512 MB |
| Nokia Lumia 635                                                   | Snapdragon 400 da 1,2 GHz quad core     | 4,5", 854 × 480 pixel (218 ppi)  | 2014 T2       | 4G   | 5 MP          | assente                    | 1830 mAh (rimovibile)     | 512 MB |
| Nokia Lumia 636 4G (venduto solo per il mercato cinese)           | Snapdragon 400 1,20 GHz                 | 4,5", 854 × 480 pixel (218 ppi)  | 2014 T3       | 4G   | 5 MP          | assente                    | 1830 mAh (rimovibile)     | 1 GB   |
| Nokia Lumia 638 (venduto solo per il mercato cinese)              | Snapdragon 400 da 1,2 GHz quad core     | 4,5", 854 × 480 pixel (218 ppi)  | 2014 T3       | 4G   | 5 MP          | assente                    | 1830 mAh (rimovibile)     | 1 GB   |
| Microsoft Lumia 640                                               | Snapdragon 400 da 1,2 GHz Quad core     | 5", 1280 × 720 pixel (294 ppi)   | 2015 T2       | 4G   | 8 MP          | 0,9 MP con grandangolo     | 2500 mAh (rimovibile)     | 1 GB   |
| Nokia Lumia 720                                                   | Snapdragon 400 da 1 GHz dual core       | 4,3", 800 × 480 pixel (217 ppi)  | 2013 T1       | 3G   | 6,7 MP        | 1,3 MP VGA con grandangolo | 2000 mAh (non rimovibile) | 512 MB |
| Nokia Lumia 730 Dual Sim (Non venduto in Italia)                  | Snapdragon 400 da 1,2 GHz quad core     | 4,7", 1280 × 720 pixel (316 ppi) | marzo 2014    | 4G   | 6,7 MP        | 5 MP con grandangolo       | 2220 mAh (rimovibile)     | 1 GB   |
| Nokia Lumia 735                                                   | Snapdragon 400 da 1,2 GHz quad core     | 4,7", 1280 × 720 pixel (316 ppi) | 2014 Q3       | 4G   | 6,7 MP        | 5 MP con grandangolo       | 2220 mAh (rimovibile)     | 1 GB   |
| Nokia Lumia 820                                                   | Snapdragon S4 da 1,5 GHz dual core      | 4,3", 800 × 480 pixel (217 ppi)  | 2012 T4       | 4G   | 8 MP          | 0,3 MP                     | 1650 mAh (rimovibile)     | 1 GB   |
| Nokia Lumia 830                                                   | Snapdragon 400 da 1,2 GHz quad core     | 5", 1280 × 720 pixel             | 2014 Q3       | 4G   | 10 MP (f/2.2) | 0,9 MP con grandangolo     | 2200 mAh (rimovibile)     | 1 GB   |
| Nokia Lumia 920                                                   | Snapdragon 400 da 1,5 GHz dual core     | 4,5", 1280 × 768 pixel (332 ppi) | 2012 T4       | 4G   | 8,7 MP        | 1,3 MP                     | 2000 mAh (non rimovibile) | 1 GB   |
| Nokia Lumia 925                                                   | Snapdragon S4 da 1,5 GHz dual core      | 4,5", 1280 × 768 pixel (334 ppi) | 2013 T2       | 4G   | 8,7 MP        | 1,2 MP                     | 2000 mAh (non rimovibile) | 1 GB   |
| Nokia Lumia 928 (venduto solo nel mercato Americano)              | Snapdragon S4 Plus da 1.5 GHz dual core | 4,5", 1280 × 768 pixel (334 ppi) | maggio 2013   | 4G   | 8,7 MP        | 1,2 MP                     | 2000 mAh (non rimovibile) | 1 GB   |
| Nokia Lumia Icon (Lumia 929) (venduto solo nel mercato Americano) | Snapdragon 800 da 2.2 Ghz quad core     | 5", 1920 × 1080 pixel (441 ppi)  | 2014 T1       | 4G   | 20 MP         | 1, 2 MP                    | 2420 mAh (non rimovibile) | 2 GB   |
| Nokia Lumia 930                                                   | Snapdragon 800 da 2,2 GHz quad core     | 5", 1920 × 1080 pixel (441 ppi)  | 2014 T2       | 4G   | 20 MP         | 1,2 MP                     | 2420 mAh (non rimovibile) | 2 GB   |
| Nokia Lumia 1020                                                  | Snapdragon S4 da 1,5 GHz dual core      | 4,5", 1280 × 768 pixel (334 ppi) | 2013 T3       | 4G   | 41 MP         | 1,2 MP                     | 2000 mAh (non rimovibile) | 2 GB   |

### Windows 10 Mobile
| Modello             | Processore                          | Schermo                           | Distribuito | Rete | Fotocamera            | Fotocamera                   | Batteria              | RAM  |
| Modello             | Processore                          | Schermo                           | Distribuito | Rete | Principale            | Frontale                     | Batteria              | RAM  |
| ------------------- | ----------------------------------- | --------------------------------- | ----------- | ---- | --------------------- | ---------------------------- | --------------------- | ---- |
| Microsoft Lumia 550 | Snapdragon 210 da 1,1 GHz quad core | 4,7", 1280 × 720 pixel (315 ppi)  | 2015 T4     | 4G   | 5 MP                  | 2 MP                         | 2100 mAh (rimovibile) | 1 GB |
| Microsoft Lumia 650 | Snapdragon 212 da 1,3 GHz quad core | 5", 1280 × 720 pixel (297 ppi)    | 2016 T1     | 4G   | 8 MP                  | 5 MP HD con grandangolo      | 2000 mAh (rimovibile) | 1 GB |
| Microsoft Lumia 950 | Snapdragon 808 da 1,8 GHz hexa core | 5,2", 2560 × 1440 pixel (564 ppi) | 2015 T4     | 4G   | 20 MP 6 lenti (f/1.9) | 5 MP Full HD con grandangolo | 3000 mAh (rimovibile) | 3 GB |

## Phablet

### Windows Phone 8.1
| Modello                | Processore                          | Schermo                          | Distribuito | Rete | Fotocamera    | Fotocamera                   | Batteria                  | RAM  |
| Modello                | Processore                          | Schermo                          | Distribuito | Rete | Principale    | Frontale                     | Batteria                  | RAM  |
| ---------------------- | ----------------------------------- | -------------------------------- | ----------- | ---- | ------------- | ---------------------------- | ------------------------- | ---- |
| Nokia Lumia 1320       | Snapdragon 400 da 1,7 GHz dual core | 6", 720 × 1280 pixel (245 ppi)   | 2013 T4     | 4G   | 5 MP          | VGA 640 × 480 pixel          | 3400 mAh (non rimovibile) | 1 GB |
| Nokia Lumia 1520       | Snapdragon 800 da 2,2 GHz quad core | 6", 1920 × 1080 pixel (368 ppi)  | 2013 T4     | 4G   | 20 MP 6 lenti | 1,2 MP                       | 3400 mAh (non rimovibile) | 2 GB |
| Microsoft Lumia 640 XL | Snapdragon 400 da 1,2 GHz quad core | 5,7", 1280 × 720 pixel (259 ppi) | 2015 T2     | 4G   | 13 MP         | 5 MP Full HD con grandangolo | 3000 mAh (rimovibile)     | 1 GB |

### Windows 10 Mobile
| Modello                | Processore                        | Schermo                          | Distribuito | Rete | Fotocamera            | Fotocamera                   | Batteria              | RAM  |
| Modello                | Processore                        | Schermo                          | Distribuito | Rete | Principale            | Frontale                     | Batteria              | RAM  |
| ---------------------- | --------------------------------- | -------------------------------- | ----------- | ---- | --------------------- | ---------------------------- | --------------------- | ---- |
| Microsoft Lumia 950 XL | Snapdragon 810 da 2 GHz octa core | 5,7", 2560 × 1440 pixel (518ppi) | 2015 T4     | 4G   | 20 MP 6 lenti (f/1.9) | 5 MP Full HD con grandangolo | 3340 mAh (rimovibile) | 3 GB |

## Tablet

### Windows RT
| Modello          | Processore                          | Schermo                            | Distribuito | Rete | Fotocamera | Fotocamera              | Batteria                  | RAM  |
| Modello          | Processore                          | Schermo                            | Distribuito | Rete | Principale | Frontale                | Batteria                  | RAM  |
| ---------------- | ----------------------------------- | ---------------------------------- | ----------- | ---- | ---------- | ----------------------- | ------------------------- | ---- |
| Nokia Lumia 2520 | Snapdragon 800 da 2,2 GHz quad core | 10,1", 1920 × 1080 pixel (218 ppi) | 2013 T4     | 4G   | 6,7 MP     | 2 MP HD con grandangolo | 8000 mAh (non rimovibile) | 2 GB |